# 弁韓

弁韓

朝鮮半島の地図

弁韓 （べんかん）は、紀元前2世紀末から4世紀にかけて帯方郡の南側に存在した三韓の一つ。韓は海を隔てて東西に別れていた。弁辰とも言う。
弁韓は12の諸小国に分立していたが、それらの諸小国の首長は称号を持ち、最大のものは臣智（しんち）と言ったが、臣智とは「臣たるもの」の謂であり、中国皇帝に対する臣下のことであり、それを諸国の首長の立場から表現したものである。

## 領域
馬韓の東、辰韓の南、後の任那・加羅と重なる場所にあった地域である。その境は、辰韓と接しており、入り組んでいた。
のち、金官国（駕洛国）がこの地域の盟主となり、それぞれの国家の連合をつくった。

## 社会・風俗
『三国志』魏書弁辰伝によると、辰韓と弁辰（弁韓）は、風俗や言語が似通っていたという。土地は肥沃で、五穀や稲の栽培に適していた。蚕を飼い、縑布を作った。大鳥の羽根を用いて死者を送るがそれは、死者を天空に飛揚させるという意味であった。武器は馬韓と同じであった。礼儀がよく、道ですれ違うと、すすんで相手に道を譲った。

## 史書における記録
- 『三国志』魏書烏丸鮮卑東夷伝の弁辰伝・辰韓伝
- 『後漢書』弁辰伝
- 『晋書』は648年に唐の太宗の命で編纂開始された。『晋書』辰韓伝は『三国志』辰韓伝の抄録である[2]。
- 『南斉書』列伝第三十九 蛮・東南夷の加羅國伝

## 弁韓12カ国
弁韓は12国に分かれていた。魏書では弁韓と辰韓はあわせて24国あるとされるが、辰韓馬延国が重複掲載されている。
1. 弁辰彌離彌凍国
2. 弁辰接塗国
3. 弁辰古資彌凍国
4. 弁辰古淳是国
5. 弁辰半路国
6. 弁辰楽奴国
7. 弁辰彌烏邪馬国
8. 弁辰甘路国
9. 弁辰狗邪国
10. 弁辰走漕馬国
11. 弁辰安邪国
12. 弁辰瀆盧国

## 歴史

### 三韓時代
朝鮮半島南部の洛東江下流地域には、紀元前5世紀から紀元前4世紀にかけて無紋土器（無文土器）を用いる住民が定着しはじめた。彼らは農耕生活をしながら支石墓を築造し、青銅器を用いた。紀元前1世紀頃に青銅器と鉄器文化を背景に社会統合が進み、慶尚北道の大邱・慶州地域に辰韓諸国が現われた。
紀元前後にこれらの製鉄技術が慶尚南道海岸地帯に普及したことで、この地域は豊かな鉄産地の保有と海運の良好な条件によって相当な富と技術を蓄積するようになった。それによって社会統合が進み、弁韓諸国が登場してくる。

### 駕洛国（金官伽耶）
2世紀から3世紀、政治的には辰韓と弁韓に大きく分けられていた。弁韓地域の中で一番優勢な勢力は金海市付近の駕洛国（金官伽耶）であった。金官伽耶は、自身を盟主として前期伽耶連盟を形成し、対外的に周辺地域と交易を行い、斯盧（新羅）を中心とする辰韓と勢力を争った。
4世紀初に至り高句麗は楽浪郡・帯方郡を消滅させて新羅にまで勢力を及ぼすようになった。